# Jetta (značka)
Jetta je čínská automobilová značka, kterou v roce 2019 vytvořila skupina Volkswagen se svým partnerem ve společném podniku FAW Group. Volkswagen Jetta je v Číně oblíbeným vozem a model tvoří základ nové společnosti se dvěma dalšími modely SUV, které se připojují k nabídce.

## Historie
Jetta býval sedan nižší střední třídy značky Volkswagen, vyráběny od roku 1979. Na čínském trhu se automobil stal natolik oblíbeným, až výrobce použil jeho název pro nově vzniklou značku. Jetta se začala orientovat na mladé zákazníky a vedle sedanu VA3, tedy inovovaného Volkswagenu Jetta, nabídla také dvojici SUV, VS5 a VS7 (prodloužená VS5). Uvedena byla na čínský trh v roce 2019 a navzdory pandemii koronaviru se ukázala jako úspěšná.

## Galerie

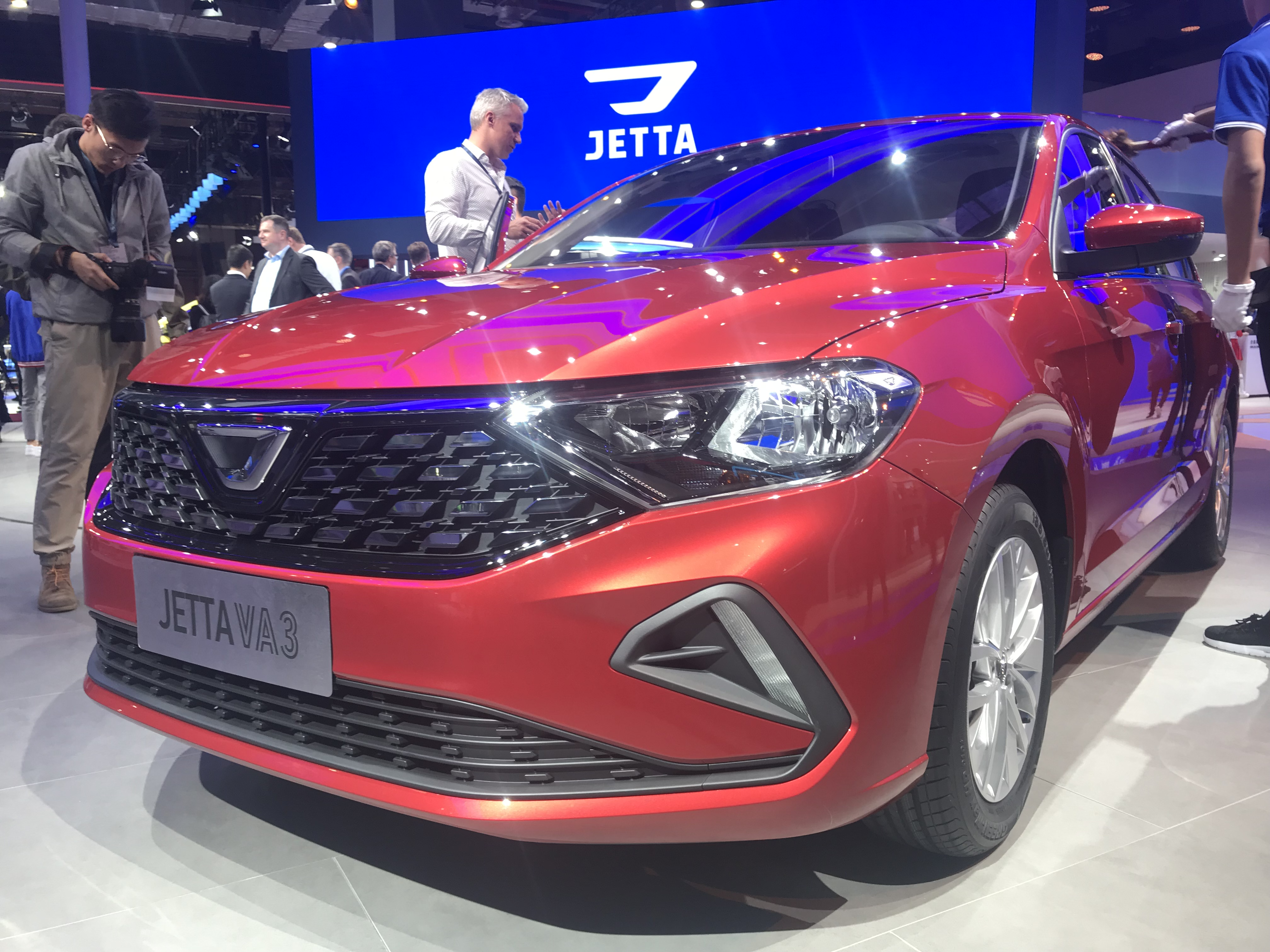
Jetta VA3
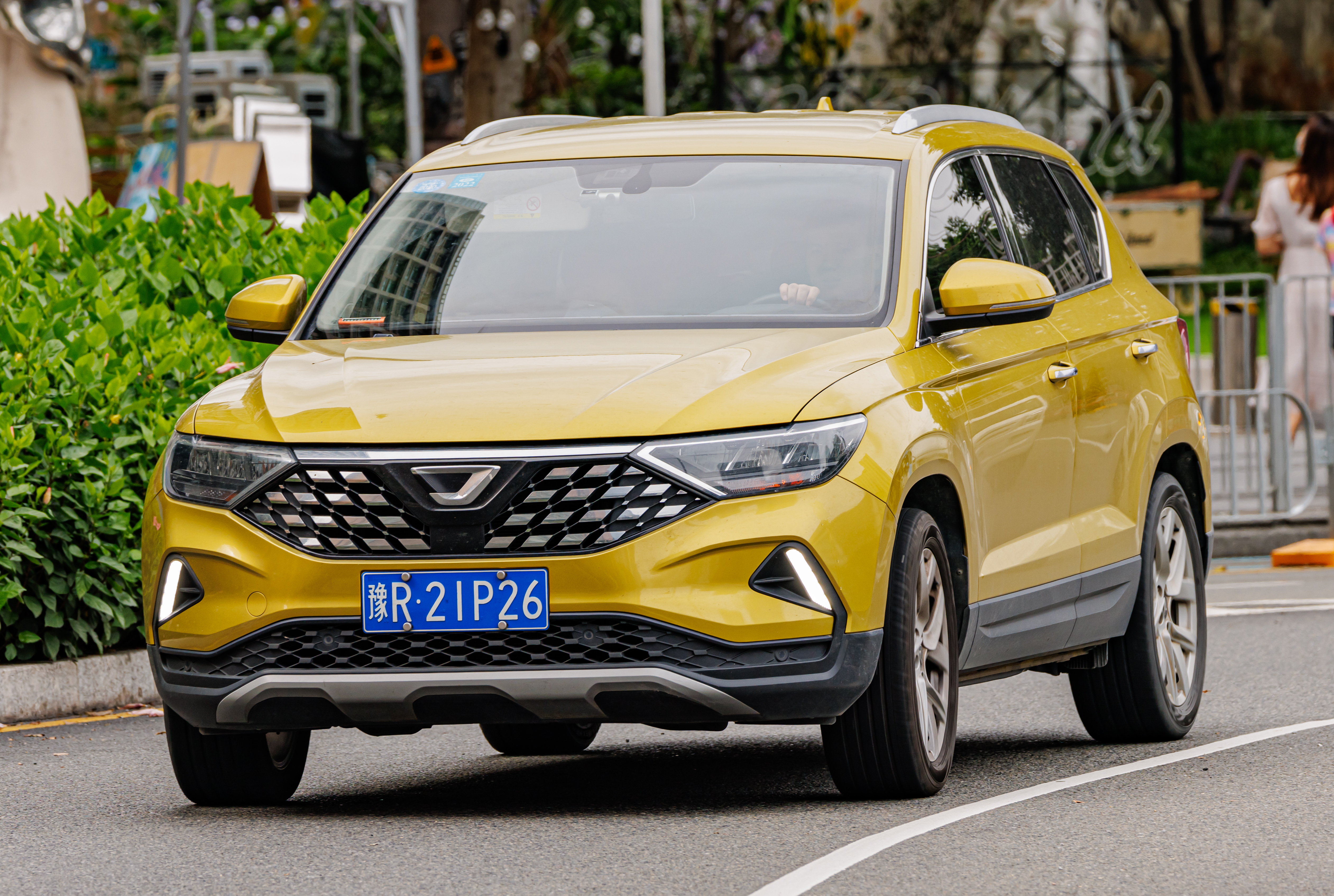
Jetta VS5
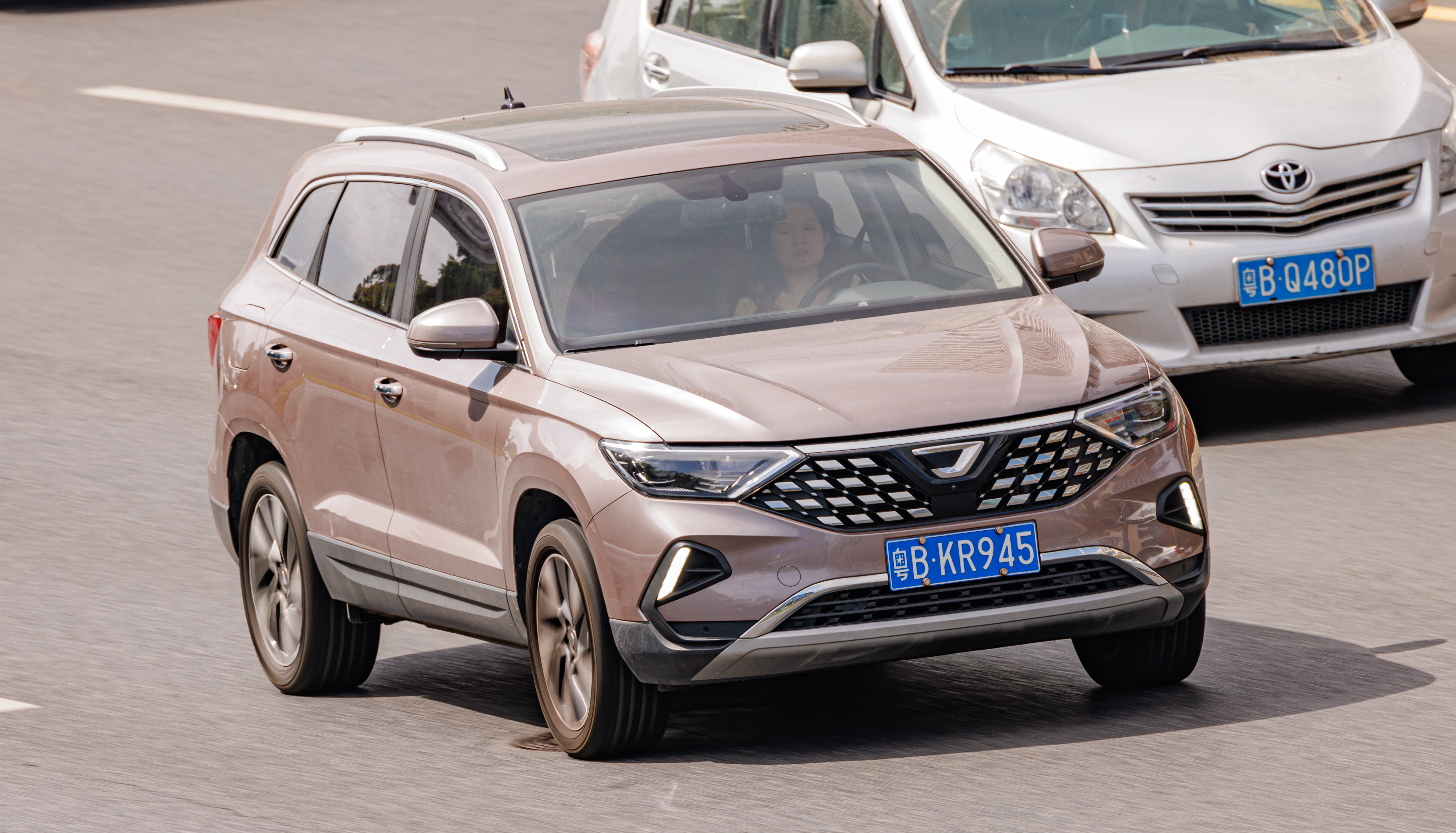
Jetta VS7